# Hrabstwo Crittenden (Kentucky)

Piramida wieku hrabstwa

Hrabstwo Crittenden – hrabstwo w USA, w stanie Kentucky. Według danych z 2000 roku, hrabstwo zamieszkiwało 9384 osób. Siedzibą administracyjną jest Marion.
Hrabstwo należy do nielicznych hrabstw w Stanach Zjednoczonych należących do tzw. dry county, czyli hrabstw gdzie decyzją lokalnych władz obowiązuje całkowita prohibicja.

## Miasta
- Dycusburg
- Marion

### CDP
- Crayne
- Tolu